# Неизвестная…
«Неизвестная…» — советский художественный фильм 1966 года, снятый режиссёром Марией Муат по повести Игоря Акимова и Владимира Карпеко «На чужом пороге».

## Сюжет
Осень 1944 года. Войска Красной Армии вышли к Балтийскому побережью, обезглавив и без того едва боеспособные силы немецкого врага. Но противник не намерен сдаваться, и ищет всё новые возможности для выхода из-под удара и последующего ответа. В это время им в руки попадает Рута Янсон, советская разведчица, которую нацисты хотят использовать в своих целях. Однако со временем оказывается, что именно Янсон обводит вокруг пальца немецкое командование во главе с Дитцем и Краммлихом  и смогла диктовать пленившим её свои условия.

## В ролях
- Руфина Нифонтова — Рута Янсон[4][5]
- Владимир Муравьёв — оберст Эрнст Дитц
- Леонид Губанов — гауптман Томас Краммлих
- Григорий Михайлов — майор Терехов
- Леонид Броневой — Вернер
- Евгений Кузнецов — Доронин
- Юрий Багинян — агент
- Владимир Поночевный — связной